# Phorocera compascua
Phorocera compascua là một loài ruồi trong họ Tachinidae.